# Impossible Princess
Impossible Princess är det sjätte studioalbumet av Kylie Minogue. Utgivet första gången oktober 1997 av Deconstruction Records. Albumet har återutgivits i Australien och Storbritannien. Albumet är inspelat 1996-1997.
Listmässigt såldes albumet bäst i Israel, där albumet nådde första plats på albumlistan.

## Låtlista
1. "Too Far"  4:43
2. "Cowboy Style" 4:44
3. "Some Kind of Bliss" 4:13
4. "Did It Again" m 4:22
5. "Breathe" 4:38
6. "Say Hey" 3:37
7. "Drunk" 3:59
8. "I Don't Need Anyone" Minogue 3:13
9. "Jump" 4:03
10. "Limbo" 4:05
11. "Through the Years" 4:20
12. "Dreams" 3:44

### Låtlista för återutgivningsalbumet
1. "Love Takes Over Me" (Album Version) 4:19
2. "Too Far" (Inner Door mix)  6:19
3. "Did It Again" (Did It Four Times mix) 5:49
4. "Breathe" (Tee's Dancehall mix) 6:21
5. "Tears" 4:27
6. "Too Far" (Junior's Riff dub) 5:49
7. "Breathe" (Tee's Dub of Life) 7:55
8. "Some Kind of Bliss" (Quivver mix)  8:39
9. "Did It Again" (Razor-n-Go dub) 9:53
10. "Breathe" (Tee's Glimmer mix) 4:46
11. "Too Far" (North Pole mix) 5:54
12. "This Girl" (Demo)